# Felicità (film 1924)
Felicità (Happiness) è un film muto del 1924 diretto da King Vidor. Tratto da un testo teatrale di J. Hartley Manners, il film venne interpretato da Laurette Taylor, l'attrice che lo aveva portato al successo sulle scene di Broadway e che era la moglie del commediografo.
Laurette Taylor girò solo tre film - di cui questo era il secondo - tutti tratti da commedie del marito.
La parte di Crystal Pole, la ricca signora, venne interpretata da Hedda Hopper, l'attrice che poi diventò una delle famose pettegole di Hollywood, scrivendo di gossip sui giornali della catena Hearst.

## Trama
Una coppia di marito e moglie, ricca e annoiata, conosce una giovane commessa di New York, Jenny, che i due prendono a benvolere.

Questo rapporto arricchisce la loro esistenza che fino a quel momento è stata oziosa e senza scopo. Jenny sposa un elettricista.

Anni dopo, i quattro si ritrovano e raccontano la loro felice esperienza a beneficio di un orfano.

## Produzione
Prodotto dalla Metro Pictures Corporation

## Distribuzione
Il film venne distribuito dalla Metro Pictures Corporation e uscì in sala il 10 marzo 1924.

### Date di uscita
- USA	10 marzo 1924

Alias
- Happiness	  - USA (titolo originale)
- Felicidad	- Venezuela
- Felicità	- Italia

## Critica
Fred, Variety, 12 marzo 1924
A quanto pare, la Taylor non ha nessuna intenzione di permettere che nelle versioni cinematografiche delle commedie da lei portate sulla scena qualcun'altra prenda il suo posto. Troppo matura come sembra per impersonare la figura di una ragazzina, per dar l'impressione di essere una giovincella, s'è trovata costretta ad assumere atteggiamenti da gattina non ben calibrati... Nella sua regia, King Vidor ha trascurato parecchi piccoli dettagli in particolare nella scena della morte della madre, che continuava a respirare anche quando ormai era scontato che fosse spirata.